# Some Say (singolo Nea)
Some Say  è un singolo della cantautrice svedese Nea, pubblicato il 6 settembre 2019 come primo estratto dal primo EP omonimo.

## Descrizione
Il brano riprende la melodia della canzone Blue (Da Ba Dee) del 1998 del gruppo musicale italiano Eiffel 65.

## Tracce
Testi e musiche di Bryn Christopher e Linnea Södahl.
Download digitale, streaming
1. Some Say – 2:55

Download digitale, streaming – Felix Jaehn Remix
1. Some Say (Felix Jaehn Remix) – 3:06

## Formazione
Musicisti
- Nea – voce
- Vincent Kottkamp – chitarra
- Jonas Kalisch – basso
- Henrik Meinke – batteria
- Alexsej Vlasenko – sintetizzatore
- Jeremy Chacon – tastiera

Produzione
- Vincent Kottkamp – produzione, assistenza al missaggio
- Hitimpulse – produzione, assistenza al missaggio
- Lex Barkey – assistenza al mastering

## Classifiche

### Classifiche settimanali
| Classifica (2019-23) | Posizione massima |
| -------------------- | ----------------- |
| Australia            | 13                |
| Austria              | 9                 |
| Belgio (Fiandre)     | 4                 |
| Belgio (Vallonia)    | 1                 |
| Bielorussia          | 86                |
| Croazia              | 5                 |
| Danimarca            | 4                 |
| Estonia              | 39                |
| Francia              | 14                |
| Germania             | 15                |
| Grecia               | 73                |
| Irlanda              | 39                |
| Islanda              | 9                 |
| Kazakistan           | 153               |
| Lituania             | 63                |
| Moldavia             | 47                |
| Norvegia             | 6                 |
| Paesi Bassi          | 12                |
| Polonia              | 1                 |
| Portogallo           | 101               |
| Regno Unito          | 89                |
| Repubblica Ceca      | 19                |
| Romania              | 3                 |
| Russia               | 5                 |
| Slovacchia           | 7                 |
| Slovenia             | 8                 |
| Spagna               | 65                |
| Svezia               | 12                |
| Svizzera             | 5                 |
| Ucraina              | 1                 |
| Ungheria             | 4                 |

### Classifiche di fine anno
| Classifica (2019) | Posizione |
| ----------------- | --------- |
| Polonia           | 48        |
| Classifica (2020) | Posizione |
| Australia         | 56        |
| Austria           | 10        |
| Belgio (Fiandre)  | 8         |
| Belgio (Vallonia) | 3         |
| Danimarca         | 12        |
| Francia           | 19        |
| Germania          | 11        |
| Islanda           | 47        |
| Norvegia          | 35        |
| Paesi Bassi       | 47        |
| Polonia           | 42        |
| Romania           | 17        |
| Russia            | 23        |
| Slovenia          | 15        |
| Svezia            | 30        |
| Svizzera          | 11        |
| Ucraina           | 8         |
| Ungheria          | 11        |
| Classifica (2021) | Posizione |
| Croazia           | 97        |
| Russia            | 159       |
| Ucraina           | 17        |
| Ungheria          | 66        |
| Classifica (2022) | Posizione |
| Ucraina           | 105       |

### Classifiche di fine decennio
| Classifica (2020-29) | Posizione |
| -------------------- | --------- |
| Bielorussia          | 12        |
| Moldavia             | 66        |
| Russia               | 135       |
| Ucraina              | 13        |